# Butzow
Butzow ist eine Gemeinde südlich von Anklam. Die Gemeinde wird seit dem 1. Januar 2005 vom Amt Anklam-Land mit Sitz in der Gemeinde Spantekow verwaltet. Bis zum 31. Dezember 2004 gehörte die Gemeinde zum Amt Spantekow.

## Ortsteile
- Butzow
- Lüskow
- Alt Teterin
- Neu Teterin

## Geografie und Verkehr
Butzow liegt südlich der Bundesstraße 199 und westlich der Bundesstraße 197. Die Stadt Anklam befindet sich etwa fünf Kilometer nordöstlich. Die Bundesautobahn 20 ist über den Anschluss Anklam (ca. 25 km) zu erreichen.

## Geschichte

### Butzow
Butzow wurde erstmals 1282 als Butdesowe und dann 1365 als Budessow genannt. Seit 1698 ist die heutige Schreibweise angewandt. Der Name bedeutet im Slawischen so viel wie wecken oder wachen.
Butzow war von alters her ein Rittergut mit den Ortschaften Butzow, Lüskow und Blesewitz im Besitz der Familie von Lüskow. Als diese in der männlichen Linie ausstarb, verkaufte sie den Besitz 1773 an die Brüder Oberst Jarislaw Ulrich Friedrich und Hauptmann Kurt Friedrich Christian von Schwerin auf Auerose. 1782 überließ aber Kurt seinem Bruder Jarislaw den Besitz.
1842 war ein Besitzer Krüger aktenkundig, 1855 ging der Besitz dann an die Familie von Zanthier.
1865 hatte Butzow 1 Herrenhaus, 3 Wohn- und 8 Wirtschaftsgebäude. Es lebten hier 65 Einwohner in 11 Familien.
Der zweistöckige Putzbau des Herrenhauses wurde um 1870 im Ortskern von Butzow errichtet.
Das Gut hatte viele Besitzer. Von 1931 bis 1978 war in dem Gutshaus eine Schule. Im oberen Teil waren Wohnungen. Die Bäume im Park wurden teilweise abgeholzt, um den Platz als Schulhof zu nutzen.
Das kleine Gutsdorf Butzow wurde dann nach dem Krieg zu einem größeren Wohnplatz als Teil des Speckgürtels der Stadt Anklam.

### Lüskow
1291 wurde der Ort mit „Lüsco“, 1344 mit „Lustcowe“ und 1556 mit „Lußkow“ urkundlich genannt. Der Name könnte von einem Personennamen, als auch vom slawischen Namen für „Kahlkopf“ herrühren.
Lüskow ist ein typisches Gutsdorf, hat aber eine Funktion auch als Kirchdorf.
Lüskow war ein Rittergut und hatte 1842 die gleichen Besitzer wie Butzow. Die Schwerine auf Auerose verkauften den Besitz Lüskow 1842 an den Anklamer Sanitätsrat Dr. Maß.
1865 Hatte der Ort 1 Kirche, 1 Schule, 6 Wohn- und 17 Wirtschaftsgebäude. Es lebten hier 116 Einwohner in 16 Haushaltungen, bei diesen war 1 Inspektor mit Familie und sonst alles Tagelöhner des Gutes.
Vom Gut ist noch das Gutshaus, der Park in Resten und ein großer vierstöckiger Stallspeicher von 1925 aus Backstein erhalten.
Lüskow wurde am 1. Juli 1950 nach Butzow eingemeindet.

### Alt Teterin
Über das Datum der ersten urkundlichen Erwähnung existieren unterschiedliche Angaben. Das Amt Anklam-Land zitiert eine Urkunde aus dem Jahr 1338, in der Müggenburg als Hauptburg des Landes Growsin ausgewiesen wurde. Einer der drei Rittersitze des Hauses befand demnach sich in Teterin. Andere Quellen nennen das Jahr 1424. Der slawische Name bedeutet so viel wie „Auerhahn“. Alt Teterin ist ein Angerdorf mit mehreren Dreiseithöfen der Bauern. Im Angerzentrum steht die Dorfkirche mit Kirchhof.
Besitzlich gehörte der Ort in der Folge den Familien Hahn, Grumbkow, Bohlen, Schwerin und Eickstedt, war aber immer an leibeigene Pacht-Bauern vergeben. Aus dem Jahr 1554 ist die Existenz einer Schmiedew überliefert. Deutlich früher, im 15. Jahrhundert errichten Handwerker aus Findlingen die Kirche Alt Teterin. 1751 kam ein Pfarrhaus hinzu, das der Spantekower Landbaumeister Knüppel in Fachwerk errichten ließ. Nach 1806 wurde die Leibeigenschaft aufgehoben und es erfolgte eine Separation, das bedeutete, dass die Bauern die Wirtschaften als freien Besitz erhalten konnten. 1865 hatte das Dorf 1 Kirche, 1 Predigerhaus, 1 Schule, 26 Wohn- und 24 Wirtschaftsgebäude, 1 Schmiede, 1 Ölmühle und 1 Krug. Es lebten hier 207 Einwohner in 19 großen und 3 kleinen Bauernwirtschaften, sowie 10 Tagelöhnerfamilien. 1913 eröffnete die erste Schule im Ort.
Nach dem Einmarsch der Roten Armee am 29. April nahmen sich in Alt Teterin 32 Menschen zwischen 30. April und 2. Mai 1945 das Leben, überwiegend vergewaltigte Mädchen und Frauen, zum Teil mit ihren Kindern. Zuvor hatten die Soldaten die wenigen verbliebenen Männer aus den Häusern nach Stretense abgeführt, damit diese dort Arbeit verrichten sollten. Mit Einbruch der Dunkelheit kehrten die Soldaten zurück und es kam zu mehreren Vergewaltigungen. Gleichzeitig klang unerklärlicher Lärm aus Stretense in das Dorf, die bei den Frauen zur Vorstellung führte, deren Männer wurden dort umgebracht. Erst später wurde klar, dass es ein Generator war. Aus Angst nahmen sich mehrere vergewaltigte Frauen das Leben. Mütter ertränkten ihre Kinder in einem Entwässerungsgraben und erhängten sich anschließend an einer Eiche. Wenige Tage später kamen ihre Männer aus Stretense zurück. Zur Zeit der DDR wurde über das Drama nicht gesprochen. Erst einer Dorfchronistin ist es in den 2000er Jahren gelungen, mit Hilfe des Volksbundes Deutsche Kriegsgräberfürsorge den Vorfall zu rekonstruieren und gemeinsam mit Zeitzeugen ein Granitkreuz mit einer Bronzetafel zu entwerfen. Es steht seit Herbst 2009 auf dem Friedhof. Die Aufschrift lautet: „Aus Angst und Verzweiflung nahmen sie sich und ihren Kindern das Leben“. Bis dahin hatten die Toten namenlos unter Rasen neben der Dorfkirche gelegen.
Die Landgemeinde Alt Teterin wurde in den 1920er Jahren mit Neu Teterin zur Gemeinde Teterin zusammengeschlossen. Teterin wiederum wurde 1935 Teil der Großgemeinde Pelsin. Seit der Auflösung der pommerschen Großgemeinden nach dem Zweiten Weltkrieg bestand wieder die Gemeinde Teterin, die 1973 nach Butzow eingemeindet wurde.

### Neu Teterin
Neu Teterin wurde 1851 als solches genannt. Namensherkunft wie bei Alt Teterin. Vorher wurde aber bereits 1835 das ritterschaftliche Vorwerk Neu Teterin im Preuß. Urmeßtischblatt verzeichnet. Es gehörte zum Gut Müggenburg, dann Stretense. Um 1865 gehörte das Anwesen als gewandeltes Rittergut dem Kammerherrn August von Heyden-Linden. Der nahm aber seinen Wohnsitz in Stretense.
1865 hatte der Ort 2 Wohn- und 6 Wirtschaftsgebäude sowie 26 Einwohner in 4 Familien.
Von dem Hof sind noch einige Gebäude erhalten, aber die Struktur ist nicht mehr erkennbar. Die Ortsgröße hat sich kaum geändert.

## Politik

### Gemeindevertretung und Bürgermeister
Der Gemeinderat besteht (inkl. Bürgermeister) aus 7 Mitgliedern. Die Wahl zum Gemeinderat am 26. Mai 2019 hatte folgende Ergebnisse:
| Partei/Bewerber         | Prozent | Sitze |
| ----------------------- | ------- | ----- |
| Wählergruppe Stegenbach | 72,46   | 4     |
| SPD                     | 14,37   | 1     |
| Einzelbewerber Venz     | 13,17   | 1     |

Bürgermeister der Gemeinde ist Reinhard Götz, er wurde mit 77,43 % der Stimmen gewählt.

### Wappen, Flagge, Dienstsiegel
Die Gemeinde verfügt über kein amtlich genehmigtes Hoheitszeichen, weder Wappen noch Flagge. Als Dienstsiegel wird das kleine Landessiegel mit dem Wappenbild des Landesteils Vorpommern geführt. Es zeigt einen aufgerichteten Greifen mit aufgeworfenem Schweif und der Umschrift „GEMEINDE BUTZOW * LANDKREIS VORPOMMERN-GREIFSWALD“.

## Sehenswürdigkeiten

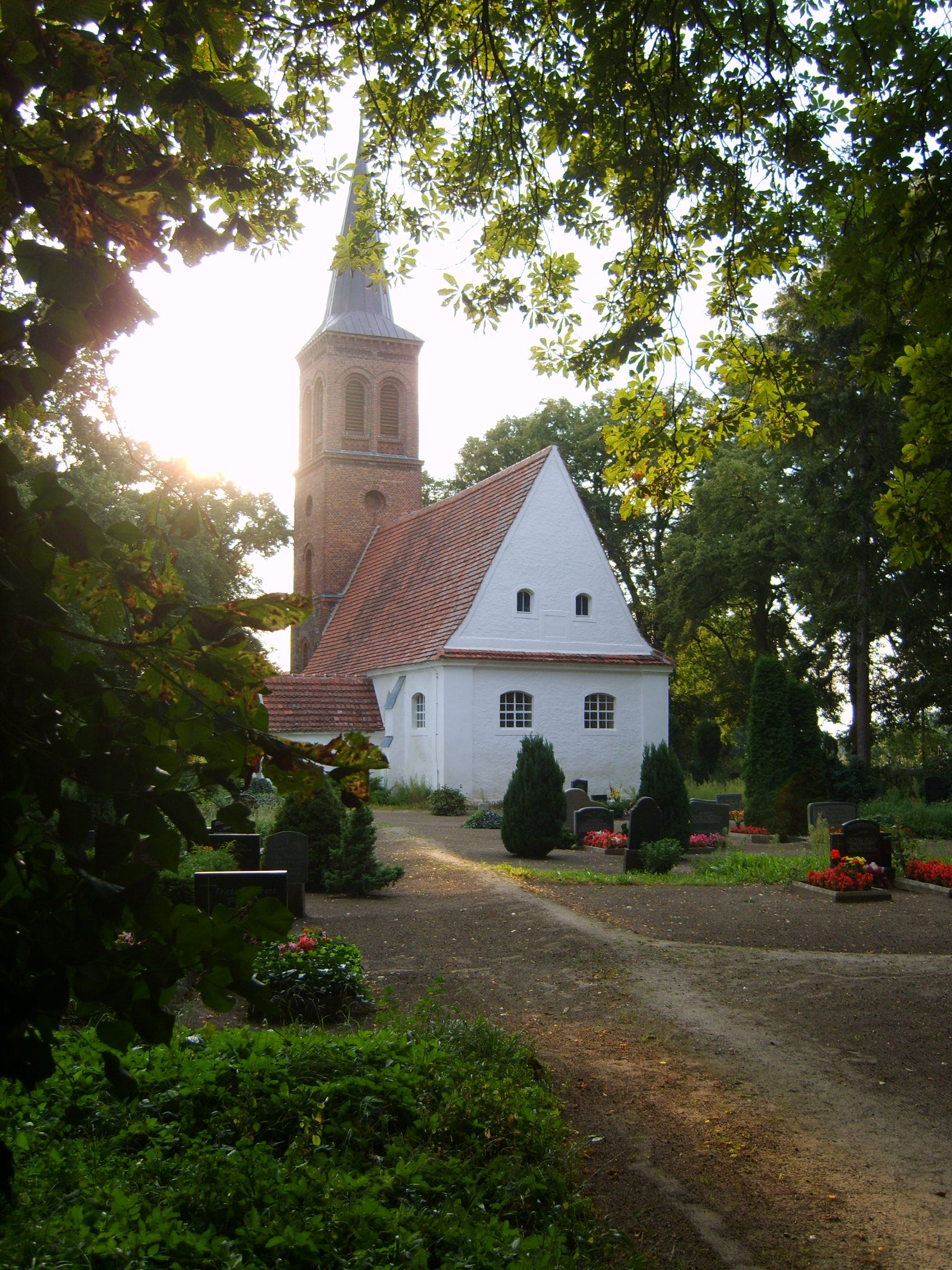
Kirche von Alt Teterin

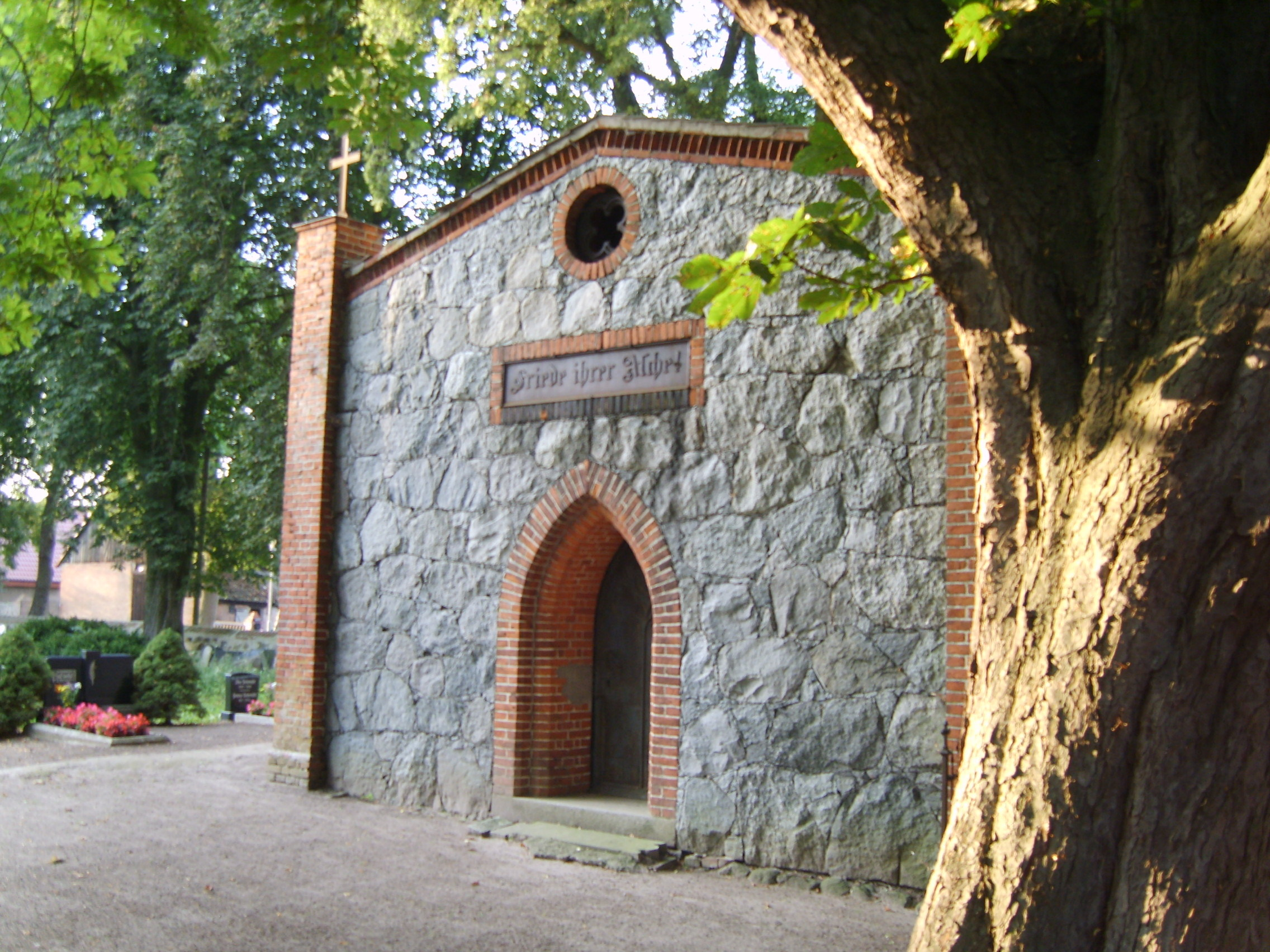
Mausoleum auf dem Kirchhof Alt Teterin

→ Siehe auch Liste der Baudenkmale in Butzow
- Kirche Alt Teterin vom Anfang des 15. Jahrhunderts, 1582 erstmals erwähnt und später stark verändert.
- Mausoleum aus Feldsteinen auf dem Kirchhof von Alt Teterin
- Kirche Lüskow aus dem 14. Jahrhundert aus Feld- und Backstein; Kirchturm von 1709 mit Fachwerkaufsatz und Zeltdach.
- Gutshaus Lüskow (auch Parkhaus) aus der Mitte des 18. Jahrhunderts als eingeschossiger Fachwerkbau mit hohem Mansarddach, Fledermausgauben und Eingangsdiele. Reste vom barocken Landschaftspark sind erhalten.
- Turmhügel Lüskow

## Persönlichkeiten
- Rudolf Freiherr von Falkenstein (* 1811 in Lüskow; † 1888 in Wiesbaden), preußischer Generalleutnant